# Abante (compañero de Diomedes)
En la mitología griega, Abante (Ἄβας / Ábas) fue un compañero de Diomedes que luchó del lado de los griegos en la guerra de Troya. Formaba parte de un grupo de guerreros aguerridos a los que Afrodita (que había sido herida en una mano por Diomedes) transformó en cisnes. Entre ellos figuraban, además de Abante, Lico, Idas, Nicteo y Rexénor.